# 河南二七公社
河南二七公社，是中华人民共和国文化大革命期间，河南省的三大群众组织之一，领导者为郑州大学中文系学生党言川、郑州国棉六厂工人申茂功等人。与河南省军区支持的河南“河造总”、“十大总部”对立。 出版报纸《二七公社报》。

## 历史
1967年2月7日，由鄭大聯委、河醫東方紅、糧院聯委等河南省74個造反派群众組織聯合成立。 “二七公社”之名是为了纪念1923年2月爆发的京汉铁路工人大罢工（因二七惨案又称二七大罷工）。随后二七公社攻占《河南日报》社，被河南省军区宣布为非法组织。但它获得了以刘建勋为首的中共河南省委大批干部支持，是三大组织中得到最多河南省干部支持的派别。
二七公社的主要造反对象是在大跃进期间采取左倾政策，造成大批河南人饿死的吴芝圃、赵文甫等人。
1967年7月10日，中共中央发出解决河南问题的[1967]216号文件。文件指出：河南省军区在支左中犯了方向、路线的错误；河南省党内走资派是代理第一书记文敏生、书记处书记赵文甫；刘建勋虽犯有严重错误，但仍是革命领导干部，中央决定成立以刘建勋为首的河南省革命委员会筹备小组。1967年7月25日，周恩来在京西宾馆接见河南省军区、军分区和省驻军师以上领导干部时说：“河南二七公社平反了。”自此二七公社派得到了中央的明确支持，在之后组建河南省革委会的群众代表中占据绝对优势。
文革结束后的揭批查运动中，二七公社成员及支持二七公社的干部遭到整肃。据官方公布的数据：从1978年到1983年，处理二七公社派和支持过二七公社派的干部5万多人，取消党员资格10万6千人（全国共清除党员13万人，河南文革期间突击发展党员在全国占第10位，而清除数却占全国总数的77%）；逮捕判刑1700人，“突击判刑”2400人。一个洛阳拖拉机制造厂以反革命等罪名被抓的各级领导成员达41人之多。全省如果加上亲属子女因受株连而被审查处理、不提工资、不评技术职称等，被打击者达100万人。